# Annika Nyman
Annika Elisabeth Nyman, född 5 mars 1984, är en svensk dramatiker, författare och doktorand i konstnärlig forskning vid Teaterhögskolan i Malmö. Hon gick ett år på Bona folkhögskolas skrivarkurs och fortsatte via skrivarlinjen på Nordens Folkhögskola Biskops-Arnö med bland andra Sara Stridsberg som handledare.
Hon har skrivit ett flertal pjäser, bland annat Kain och Abel, boys will be boys och Sysslolösa unga män med tillgång till vapen. Nyman har varit konstnärlig ledare vid den Malmöbaserade teatergruppen Teater mutation och är medlem i teaterkollektivet K.Polyfon. Hennes pjäser har spelats upp i Malmö, på Östgötateatern, Göteborgs stadsteater och Romeo och Juliet, post scriptum har även satts upp på Teatro dell’Orologio i Rom. Doktorandprojektet har sin utgångspunkt i processen kring dramatiskt skrivande och har arbetsrubriken Det svårbegripliga. Debuten som dramatiker kom enligt Hallands Nyheter som av en händelse när hon 2008 blev kontaktad av kompositören Erik Enström för ett samarbete.

## Uruppföranden i urval
| År   | Verk                                                                        | Regi           | Scen                            |
| ---- | --------------------------------------------------------------------------- | -------------- | ------------------------------- |
| 2008 | Nolltrenollåtta tillsammans med Erik Ernström                               | -              | Teatr Weimar                    |
| 2012 | Vikten av noggrann handhygien för att undvika smittspridning på sommarläger | Gustav Englund | Dramalabbet                     |
| 2013 | Romeo och Juliet, post scriptum                                             | Fredrik Haller | Uppsala stadsteater             |
| 2015 | Jeanne D'Arc – Häxan från Vogeserna tillsammans med Fredrik Haller          | Fredrik Haller | Teaterhögskolan/Bryggeriteatern |
| 2016 | Kain, Abel, boys will be boys                                               | Gustav Englund | Teater mutation                 |
| 2017 | Fladdret                                                                    | Gustav Englund | Östgötateatern                  |
| 2017 | Konvergens med musik av Fabio Monni                                         | -              | Teater mutation                 |
| 2017 | 37,2° — From her to eternity tillsammans med Fredrik Haller                 | Fredrik Haller | Teatr Weimar/Bryggeriteatern    |
| 2020 | Sysslolösa unga män med tillgång till vapen                                 | Gustav Englund | Göteborgs stadsteater           |